# Ikiza
L'Ikiza (tradotto dal Kirundi in vari modi, ad esempio La catastrofe, La grande Calamità o Il flagello), o Ubwicanyi (Uccisioni), fu una serie di uccisioni di massa, spesso definite come genocidio, commesse in Burundi nel 1972 dall'esercito e dal governo Tutsi, principalmente contro gli Hutu del Paese che facevano parte delle élite o avevano ricevuto un'istruzione. Le stime più prudenti indicano un numero di vittime compreso tra le 100.000 e le 150.000, mentre altre arrivano alle 300.000.

## Contesto

### Tensioni etniche in Burundi
Nel XX secolo il Burundi aveva tre principali gruppi etnici indigeni: Hutu, Tutsi e Twa. La zona fu colonizzata dall'Impero tedesco alla fine del 1800 e amministrata come parte dell'Africa orientale tedesca. In Burundi e nel vicino Ruanda (a nord), i tedeschi mantennero un governo indiretto, lasciando intatte le strutture sociali locali. Sotto questo sistema, la minoranza Tutsi continuò nel complesso a godere del proprio status storicamente elevato (aristocrazia), mentre gli Hutu occupavano lo strato più basso della piramide sociale. I sovrani principeschi e monarchici appartenevano a un gruppo etnico unico, i Ganwa. Nel tempo, però, la rilevanza politica di questa distinzione è scemata e questo gruppo fu assorbito dai Tutsi. Durante la prima guerra mondiale, le truppe belghe provenienti dal Congo Belga occuparono il Burundi e il Ruanda. Nel 1919, sotto gli auspici della nascente Società delle Nazioni, al Belgio fu affidata la responsabilità di amministrare il "Ruanda-Urundi" come territorio sotto mandato. Benché obbligati a promuovere il progresso sociale nel territorio, i belgi non modificarono le strutture di potere locali. Dopo la seconda guerra mondiale, con l'istituzione delle Nazioni Unite, il Ruanda-Urundi divenne un territorio fiduciario sotto l'amministrazione belga, il che richiese ai belgi di educare politicamente la popolazione locale e di prepararla all'indipendenza.
Agli abitanti dell'Urundi fu permesso di partecipare alla politica a partire dal 1959.Nel 1961 venne istituita una forma di autogoverno limitato. L'Union pour le Progrès national (UPRONA) vinse le elezioni nazionali e il suo leader, Louis Rwagasore, divenne primo ministro. Sebbene fosse figlio del re del Burundi Mwambutsa IV, Rwagasore si candidò sostenendo un programma di pari opportunità e alimentando la speranza di relazioni pacifiche tra i vari gruppi etnici. Fu assassinato un mese dopo aver assunto l'incarico. La polarizzazione etnica, inizialmente trascurata dalla classe dirigente, aumentò rapidamente tra i membri dell'élite politica dell'Urundi dopo l'assassinio di Rwagasore. L'Urundi ottenne l'indipendenza come Regno del Burundi nel luglio del 1962, mentre il Ruanda divenne una repubblica indipendente.
Mwambutsa provocò le ire dei politici del Burundi con diversi atti di ingerenza finalizzati alla riformazione dei governi frazionati del Paese. La violenza contro i Tutsi nella Rivoluzione ruandese del 1962-1963 peggiorò le tensioni etniche interne.Da quel momento in poi, ogni regime Tutsi in Burundi si dimostrò desideroso di impedire una rivoluzione simile nel proprio Paese. Nel 1965 diversi assassini, complotti sovversivi e un tentativo di colpo di stato provocarono la morte di numerosi membri hutu del Parlamento e scatenarono violenza etnica nelle aree rurali. L'anno seguente Mwambutsa fu detronizzato da un colpo di stato a favore del figlio Ntare V. Ntare fu di lì a poco deposto da un altro colpo di stato guidato da un giovane ufficiale tutsi dell'esercito burundese, Michel Micombero. Micombero abolì la monarchia e fu nominato Presidente del Burundi; sotto il suo governo il potere si concentrò sempre più nelle mani dei tutsi, in particolare di un gruppo proveniente dalla provincia di Bururi soprannominato "Groupe de Bururi". Al contempo, la partecipazione degli hutu alle attività di governo venne progressivamente ridotta. Le voci di un colpo di stato hutu nel 1969 portarono il governo a giustiziare decine di personaggi pubblici hutu. All'inizio degli anni '70, il Burundi aveva una popolazione di circa cinque milioni di persone, di cui circa l'85% erano hutu, il 14% tutsi e l'1% twa.
Nello stesso periodo aumentarono le tensioni tra i sottogruppi tutsi: i tutsi-banyaruguru e i tutsi-hima. I tutsi-banyaruguru erano storicamente legati alla monarchia, mentre Micombero e molti dei suoi collaboratori bururi erano tutsi-hima. Nel luglio del 1971 il governo di Micombero accusò diversi  banyaruguru di spicco di aver complottato per riportare Ntare sul trono. Il 14 gennaio del 1972 un tribunale militare condannò a morte nove banyaruguru e altri sette all'ergastolo per cospirazione. La divisione tra i tutsi indebolì notevolmente la legittimità del governo di Micombero, prevalentemente hima.

### Il ritorno di Ntare V
Il 30 marzo 1972 Ntare arrivò in elicottero dall'Uganda a Gitega, in Burundi, dopo anni di esilio. Fu immediatamente arrestato e tenuto agli arresti domiciliari nel suo ex palazzo in città. Le ragioni del ritorno di Ntare in Burundi ancora non sono state del tutto chiarite. Alcuni commentatori sostengono che Ntare aveva negoziato un accordo con Micombero, in base al quale sarebbe potuto tornare nel suo Paese d'origine per vivere come un normale cittadino, ma che alla fine sarebbe stato tradito dal presidente. Altri hanno invece suggerito che il presidente ugandese Idi Amin abbia consegnato Ntare alla custodia di Micombero come "dono". Lo scrittore Marc Manirakiza sostenne che il governo di Amin si coordinò con Micombero per dirottare l'aereo di Ntare mentre era in viaggio verso la località ugandese di Kabare. Il governo ugandese negò ogni cospirazione, affermando che Micombero aveva garantito a Ntare che sarebbe stato al sicuro in Burundi. Secondo alcuni diplomatici europei dell'epoca, Micombero avrebbe legittimamente lasciato Ntare tornare indisturbato "in un momento di aberrazione mentale", solo per poi pentirsi rapidamente della sua decisione e "reagire in maniera sproporzionata" arrestandolo. Il ministro degli Affari esteri del Burundi Artémon Simbananiye supervisionò le trattative con le autorità ugandesi che portarono poii al rimpatrio di Ntare.
Subito dopo l'arresto di Ntare, i media ufficiali del Burundi dichiararono che l'ex re era stato arrestato per aver pianificato un colpo di stato al fine di tornare al trono affidandosi a mercenari bianchi. L'emittente radiofonica di stato, Voix de la Révolution, dichiarò: "Raddoppiamo la nostra vigilanza, i nemici della nostra liberazione non sono ancora stati disarmati." Se originariamente l'emittente attribuì il fallimento del presunto complotto di Ntare alla mancanza di "agenti" a suo supporto in Burundi, una correzione trasmessa il giorno seguente smentì questa versione.
Nel frattempo, il governo del Burundi discuteva sul destino di Ntare. Alcuni ministri erano favorevoli alla sua detenzione a Gitega, mentre altri volevano che fosse giustiziato. In particolare, i membri del Groupe de Bururi ritenevano necessario giustiziarlo, mentre chi non era d'accordo temeva che l'uccisione dell'ex re potesse provocare gravi conseguenze. Il 23 aprile un dirigente scolastico di Bururi fu informato che la maggior parte degli insegnanti hutu di Nyanza-Lac era fuggita in Tanzania. Trasmise il messaggio al governo del Burundi che, temendo guai, fissò un incontro dei funzionari provinciali nella città di Rumonge per il 29 aprile. A mezzogiorno del 29 aprile Micombero sciolse il governo e licenziò diversi altri alti funzionari, tra cui il segretario esecutivo dell'UPRONA André Yande. Alcuni burundesi furono esaltati dalla notizia, credendo che Micombero avesse intenzione di sbarazzarsi del Groupe. L'amministrazione fu lasciata operare sotto la direzione dei direttori generali dei ministeri governativi.

## Avvenimenti

### La rivolta hutu
Tra le 20:00 e le 21:00 del 29 aprile, i militanti hutu iniziarono una serie di attacchi a Bujumbura e nelle province meridionali di Rumonge, Nyanza-Lac e Bururi. In ciascuna provincia, i ribelli si riunirono intorno a un gruppo di individui che indossavano un'"uniforme" composta da camicie nere, tatuaggi o fasce per capelli rosse. Operavano in bande di circa 10-30 individui ciascuno ed erano armati con armi automatiche, machete e lance. Ai militanti si unirono gli esuli zairesi, comunemente soprannominati "mulelisti". Il Burundi ospitava migliaia di esuli zairesi culturalmente diversi dagli altri membri della società burundese. Nutrivano rancori nei confronti del Groupe de Bururi e raccolsero l'incitamento contro il regime di Micombero. Il termine mulelista richiamava il nome di Pierre Mulele, che aveva guidato una ribellione nello Zaire centrale dal 1964 al 1965. In realtà, i ribelli zairesi che combatterono al fianco dei militanti hutu erano per lo più ex seguaci di Gaston Soumialot, che aveva guidato una ribellione simile nello Zaire orientale nello stesso periodo. I ribelli presero di mira i tutsi e commisero numerose atrocità, oltre a bruciare case e massacrare bestiame. Nonostante queste stragi di matrice etnica, il ricercatore Nigel Watt ha sostenuto che gli insorti inizialmente speravano di ottenere il sostegno dei monarchici tutsi sconvolti dall'arresto di Ntare.
A Bururi, i ribelli uccisero tutti i membri delle autorità militari e civili. Dopo aver catturato gli armieri di Rumonge e Nyanza-Lac, i militanti uccisero ogni tutsi sul loro cammino, nonché un certo numero di hutu che si rifiutarono di unirsi a loro. Al momento dell'inizio degli attacchi, la riunione dei funzionari provinciali a Rumonge era ancora in corso. I ribelli uccisero 12 funzionari, ma Yande e Albert Shibura, moderatori dell'incontro, riuscirono a uscire dalla sala riunioni difendendosi con colpi di pistola e a fuggire a Bujumbura. I contadini hutu e tutsi della città di Vyanda si allearono per tentare di resistere ai militanti. I missionari stimarono che i ribelli uccisero tra gli 800 e i 1.200 tutsi e hutu tra il 29 aprile e il 5 maggio: la maggior parte delle vittime erano tutsi. Lo studioso René Lemarchand ha affermato che 1.000-2.000 morti tutsi può essere ritenuta una "stima plausibile". Dopo aver preso il controllo nel sud, i ribelli si incontrarono a Vyanda e istituirono la "République de Martyazo". Issarono una bandiera rossa e verde e sottoposero i tutsi catturati ai "tribunali popolari".
Nella tarda serata del 29 aprile, la Voix de la Révolution dichiarò lo stato di emergenza. I ribelli presero di mira la stazione radio di Bujumbura, ma dopo aver perso il fattore sorpresa passarono rapidamente ad attacchi non coordinati contro i tutsi. Gli ufficiali dell'esercito mobilitarono subito le loro truppe e neutralizzarono i ribelli nella città nell'arco di 24 ore. Quella notte Ntare fu giustiziato a Gitega dalle truppe governative. Gli storici Jean-Pierre Chrétien e Jean-François Dupaquier, dopo aver ascoltato diverse testimonianze, hanno concluso che Ntare fu pugnalato a morte da un gruppo di circa una dozzina di soldati guidati dal capitano Ntabiraho, dietro ordine di Micombero, intorno alle 23:15.